# اومبرتو گوارنیری
اومبرتو گوارنیری (انگلیسی: Umberto Guarnieri; ۲ مهٔ ۱۹۱۹ – ۲۶ مهٔ ۱۹۷۳) بازیکن فوتبال اهل ایتالیا بود.
از باشگاه‌هایی که در آن بازی کرده‌است می‌توان به باشگاه فوتبال اینتر میلان، باشگاه فوتبال آ.ث. میلان، باشگاه فوتبال کرمونزه، باشگاه فوتبال ارورا پرو پاتریا ۱۹۱۹، باشگاه فوتبال برشا، باشگاه فوتبال پیاچنزا، باشگاه فوتبال پادوا، و باشگاه فوتبال کومو اشاره کرد.